# Robert Bürkle
Die Robert Bürkle GmbH mit Sitz in Freudenstadt ist ein Unternehmen mit weltweit rund 400 Mitarbeitern. Zum Produktangebot gehören Maschinen, Anlagen und Systeme für das holzverarbeitende Gewerbe sowie die Elektronik-, Photovoltaik- und Plastikkartenindustrie. Der Fokus liegt dabei in der Oberflächenveredelung. Bekannt ist das Unternehmen unter anderem für die Marke Ypsator, eine Mehretagen-Laminieranlage.
Im Dezember 2013 wurde die Mehrheit von der niederländischen Private-Equity-Investmentgesellschaft Nimbus übernommen.
Auctus Capital Partners übernimmt nach Bewilligung durch das Kartellamt am 13. September 2018 die Mehrheit der Robert Bürkle GmbH.

## Gesellschaften der Robert Bürkle GmbH
Zur Robert Bürkle GmbH gehören die folgenden Niederlassungen, Mehrheitsbeteiligungen oder Tochtergesellschaften:
- Robert Bürkle GmbH, Niederlassung Mastholte
- Bürkle China Verwaltungs GmbH, Taiwan
- Bürkle Machinery Co. Ltd., Shanghai, China
- Bürkle Shenzhen Office, Shenzhen, China
- Bürkle North America, Inc., Greensboro, USA
- Bürkle Asia, Hongkong, Hongkong
- Bürkle Hungary Kft Debrecen, Ungarn